# Julie Baumannová
Julie Baumannová, rodným jménem Julie Rocheleau (* 17. června 1964) je bývalá švýcarská atletka, která se věnovala krátkým překážkovým běhům. Získala zlatou medaili v běhu na 60 metrů překážek na halovém mistrovství světa v atletice v roce 1993 v Torontu.
V roce 1988 ještě jako závodnice Kanady obsadila šesté místo v olympijském finále v běhu na 100 metrů překážek. Od roku 1989 reprezentovala Švýcarsko. V roce 1991 na mistrovství světa v Tokiu v běhu na 100 metrů překážek skončila pátá. Největším úspěchem se pro ni stal titul halové mistryně světa v běhu na 60 metrů překážek v roce 1993.